# Distrito de Rheinfelden
Rheinfelden é um distrito da Suíça, localizado no cantão de Argóvia. Tem 112,09 km² de área e sua população em 2019 foi estimada em 47.969 habitantes. Sua sede é a comuna de Rheinfelden.

## Comunas
| Brasão | Comuna       | População (31 de dezembro de 2019) | Área em km2 |
| ------ | ------------ | ---------------------------------- | ----------- |
|        | Hellikon     | 785                                | 7.05        |
|        | Kaiseraugst  | 5.533                              | 4.91        |
|        | Magden       | 3.885                              | 11.01       |
|        | Möhlin       | 11.047                             | 18.79       |
|        | Mumpf        | 1.553                              | 3.1         |
|        | Obermumpf    | 1.047                              | 5.03        |
|        | Olsberg      | 361                                | 4.62        |
|        | Rheinfelden  | 13.503                             | 16.03       |
|        | Schupfart    | 802                                | 7.04        |
|        | Stein        | 3.184                              | 2.81        |
|        | Wallbach     | 1.984                              | 4.51        |
|        | Wegenstetten | 1.040                              | 7.13        |
|        | Zeiningen    | 2.381                              | 11.37       |
|        | Zuzgen       | 864                                | 8.39        |